# 宰布賈
36°21′N 1°26′E / 36.350°N 1.433°E
宰布賈（阿拉伯语：‎）是阿爾及利亞的城鎮，位於該國北部，由謝里夫省負責管轄，面積133平方公里，海拔高度603米，2008年該城鎮人口26,539，人口密度每平方公里200人。